# Xorides hedwigi
Xorides hedwigi är en stekelart som beskrevs av Clement 1938. Xorides hedwigi ingår i släktet Xorides, och familjen brokparasitsteklar. Inga underarter finns listade.